# Тешик-кала
Тешик-кала — развалины классического образца хорезмийского замка доисламского времени; крупное здание внутри поселения эпохи афригидов, воплотившее в своём монументальном облике характерные приёмы и формы местной замковой архитектуры.
Прямоугольный массив замка был выставлен, подобно бастиону, в северную стену укреплённого двора, на его продольной оси — приём, частный в устройстве античных крепостей и восходящий к строительным традициям Древнего Востока. К стенам двора изнутри примыкали сплошной полосой жилища общинников-крестьян, образовывающие дом-селение под общей крышей. Позже этот комплекс был окружён новой внешней стеной с угловыми круглыми башнями и выдвинутым наружу прямоугольным входным зданием, и замок оказался почти в центре более обширного двора. Крепость Тешик-кала считался одним из стратегически важных пунктов Хорезма.
Здание поднято на пахсовый стилобат восьмиметровой высоты со скошенными гранями. В толще пахсового монолита остались вмурованы остатки предыдущей постройки.